# Baiano (ur. 1978)
Baiano, właśc. Dermival Almeida Lima (ur. 28 czerwca 1978 w Capim Grosso) – brazylijski piłkarz, występujący na pozycji prawego obrońcy.

## Kariera klubowa
Baiano rozpoczął piłkarską karierę w Santosie FC w 1996 roku. Z Santosem wygrał Torneio Rio-São Paulo w 1997 oraz Copa CONMEBOL 1998. W 1999 występował w Vitórii Salvador, po czym upowrócił do Santosu w 2000 roku. W tym samym roku wyjechał po raz pierwszy do Europy do UD Las Palmas. Po sezonie powrócił do Brazylii i grał w Clube Atlético Mineiro.
Po roku powrócił do Las Palmas, który w międzyczasie spadł do drugiej ligi. Z Baiano w składzie Las Palmas po raz kolejny spadł, tym razem do trzeciej ligi. Po powrocie do Brazylii występował w SE Palmeiras, któremu pomógł awansować do pierwszej ligi. W późniejszych latach występował w Boca Juniors, ponownie w SE Palmeiras, Rubinie Kazań, Náutico Recife, ponownie w Santosie FC, ponownie w Rubinie Kazań, CR Vasco da Gama oraz kolumbijskim Atlético Nacional, którego jest zawodnikiem od 2009 roku. Pierwszą część 2010 roku spędził na wypożyczeniu w występującej w pierwszej lidze stanu São Paulo w Pauliście Jundiai.
Od maja 2010 roku jest wypożyczony do pierwszoligowego Guarani FC. W Guarani zadebiutował 9 maja w wygranym 1-0 meczu z Goiás EC. Pierwszą bramkę w nowym klubie zdobył 27 maja w przegranym 1-3 wyjazdowym meczu ze swoim byłym klubem Santosem FC.

## Kariera reprezentacyjna
Baiano ma za sobą powołania do olimpijskiej reprezentacji Brazylii. W 2000 roku wystąpił w eliminacjach Igrzysk Olimpijskich w Sydney. W Igrzyskach w Australii wystąpił we wszystkich czterech meczach ze Słowacją, RPA, Japonią i Kamerunem. W reprezentacji olimpijskiej wystąpił 16 razy i strzelił 2 bramki.